# Earl of Winton

Wappen des Earl of Eglinton and Winton

Earl of Winton (auch Wintoun) ist ein erblicher britischer Adelstitel, der je einmal in der Peerage of Scotland und in der Peerage of the United Kingdom verliehen wurde.

## Verleihungen
Erstmals wurde der Titel am 16. November 1600 in der Peerage of Scotland für Robert Seton, 6. Lord Seton, geschaffen. Zusammen mit der Earlswürde wurde ihm der nachgeordnete Titel  Lord Seton and Tranent verliehen. Er hatte bereits 1586 von seinem Vater den fortan ebenfalls nachgeordneten Titel Lord Seton geerbt, der 1448 einem Vorfahren verliehen worden war. Sein Sohn, der 2. Earl, verzichtete wegen fortschreitender Geisteskrankheit mit formeller Wirkung ab dem 12. Mai 1617 zugunsten seines Bruders auf seine Titel und Ländereien. Dessen Urenkel, der 5. Earl, beteiligte sich am Jakobitenaufstand von 1715 und wurde am 19. März 1716 wegen Hochverrats verurteilt und bekam seine Titel aberkannt. Er entkam seiner Hinrichtung und starb 1749 im Exil.
Der Titel wurde am 23. Juni 1859 für Archibald Montgomerie, 13. Earl of Eglinton, in der Peerage of the United Kingdom neu geschaffen. Er war der nächstberechtigte Generalerbe des 5. Earls of Winton erster Verleihung und ein Ur-ur-urenkel des dritten Sohnes des 1. Earls of Winton, der 1661 den Titel 6. Earl of Eglinton geerbt und seinen Familiennamen von Seton zu Montgomerie geändert hatte. Der Earl of Winton ist auf diesem Wege auch erblicher Clan Chief des Clan Montgomery. Die Titel Earl of Winton und Earl of Eglinton sind seither vereinigt.

## Liste der Lords Seton und Earls of Winton

### Lords Seton (1448)
- George Seton, 1. Lord Seton († 1478/9)
- George Seton, 2. Lord Seton († 1507/8)
- George Seton, 3. Lord Seton († 1513)
- George Seton, 4. Lord Seton († 1549)
- George Seton, 5. Lord Seton (1531–1586)
- Robert Seton, 6. Lord Seton (1552–1603) (1600 zum Earl of Winton erhoben)

### Earls of Winton, erste Verleihung (1600)
- Robert Seton, 1. Earl of Winton (1552–1603)
- Robert Seton, 2. Earl of Winton (um 1585–1634)
- George Seton, 3. Earl of Winton (1584–1650)
- George Seton, 4. Earl of Winton (1642–1704)
- George Seton, 5. Earl of Winton (um 1678–1749) (Titel verwirkt 1716)

### Earls of Winton, zweite Verleihung (1859)
- Archibald Montgomerie, 13. Earl of Eglinton, 1. Earl of Winton (1812–1861)
- Archibald Montgomerie, 14. Earl of Eglinton, 2. Earl of Winton (1841–1892)
- George Montgomerie, 15. Earl of Eglinton, 3. Earl of Winton (1848–1919)
- Archibald Montgomerie, 16. Earl of Eglinton, 4. Earl of Winton (1880–1945)
- Archibald Montgomerie, 17. Earl of Eglinton, 5. Earl of Winton (1914–1966)
- Archibald Montgomerie, 18. Earl of Eglinton, 6. Earl of Winton (1939–2018)
- Hugh Montgomerie, 19. Earl of Eglinton, 6. Earl of Winton (* 1966)

Titelerbe (heir apparent) ist der Sohn des jetzigen Earls, Rhuridh Seton Archibald Montgomerie (* 2007).